# Sommevoire
 Sommevoire  és un municipi francès situat al departament de l'Alt Marne, en la regió del Gran Est. L'1 de gener del 2021 tenia 649 habitants.